# Ливергант, Александр Яковлевич
Александр Яковлевич Ливергант (род. 18 марта 1947, Москва) — российский переводчик с английского языка, литературовед. Главный редактор журнала «Иностранная литература» (с 2008 года). Профессор РГГУ.

## Биография
Отец был авиационным инженером (ум. 1963). После рождения Александра его родители расстались.
Выпускник романо-германского отделения филологического факультета МГУ, английского отделения. Был направлен преподавателем английского языка в математическую и физическую школу-интернат при МГУ (числился там до 1979). 
В 1985 году защитил кандидатскую диссертацию «Трагикомедии Шона О’Кейси и традиции Ирландского литературного возрождения» (вспоминал: "В начале XX века было такое явление, как Ирландское возрождение — литературное и не только. Вот про это я и писал диссертацию"). Профессор, преподаёт литературный перевод и историю зарубежной литературы в РГГУ.
С 2008 года возглавляет редакцию журнала «Иностранная литература».
Женат, две дочери.

## Переводы и труды
Перевёл на русский язык «Дневники» Сэмюэла Пипса, «Письма» Джонатана Свифта, «Письма» Лоренса Стерна, романы «Чёрная беда» Ивлина Во, «Высокое окно» и «Вечный сон» Рэймонда Чандлера, «Красная жатва» Дэшила Хэммета, «Пасынки судьбы» Уильяма Тревора, «Улики» Джона Бэнвилла, «Жертвы» Юджина Маккейба и другие книги. 
Работа Ливерганта по переводу, комментированию и подготовке к изданию книги «Жизнь Сэмюэля Джонсона» Джеймса Босуэлла удостоена премии фонда «Литературная мысль» (1999), а перевод романов «Леди Сьюзен» Джейн Остин и «Сокращения» Малколма Брэдбери отмечен премией журнала «Иностранная литература» (2003). 
Александр Ливергант является автором нескольких биографий и составителем антологии «Ничего смешного. Английский, американский, ирландский юмор, сатира, пародия» (1999).

### Биографические работы
- Киплинг. Жизнь замечательных людей: Малая серия. М.: Молодая гвардия, 2011.
- Сомерсет Моэм. Жизнь замечательных людей. М.: Молодая гвардия, 2012.
- Оскар Уайльд. Жизнь замечательных людей: Малая серия. М.: Молодая гвардия, 2014.
- Фицджеральд. Жизнь замечательных людей: Малая серия. М.: Молодая гвардия, 2015.
- Генри Миллер. Жизнь замечательных людей. М.: Молодая гвардия, 2016.
- Грэм Грин. Жизнь замечательных людей. М.: Молодая гвардия, 2017.
- Вирджиния Вулф: "моменты бытия". М.: АСТ, Редакция Елены Шубиной, 2018.
- Пэлем Гренвилл Вудхаус. О пользе оптимизма. М.: АСТ, Редакция Елены Шубиной, 2021.
- Викторианки. М.: Новое литературное обозрение, 2022.
- Агата Кристи: свидетель обвинения. М.: АСТ, Редакция Елены Шубиной, 2022.

## Признание
Лауреат премии "Мастер" (2008).

## Цитаты
- Когда переводишь, часто что-то бывает непонятно. Потом нередко приходит разгадка, и нередко разгадка неверная. Любой переводчик, и я в том числе, оставляет за собой массу недочетов и хвостов, которые так с ним и остаются. Всегда считалось, что советская художественная школа перевода — лучшая и передовая. А вот сейчас, в эру переперевода, когда заново переводятся старые вещи, видишь, как неточно, плохо, с ошибками переводили тогда. Многое переводили хорошо, но ошибок всегда было много.